# 亞歷山卓·布西發拉斯

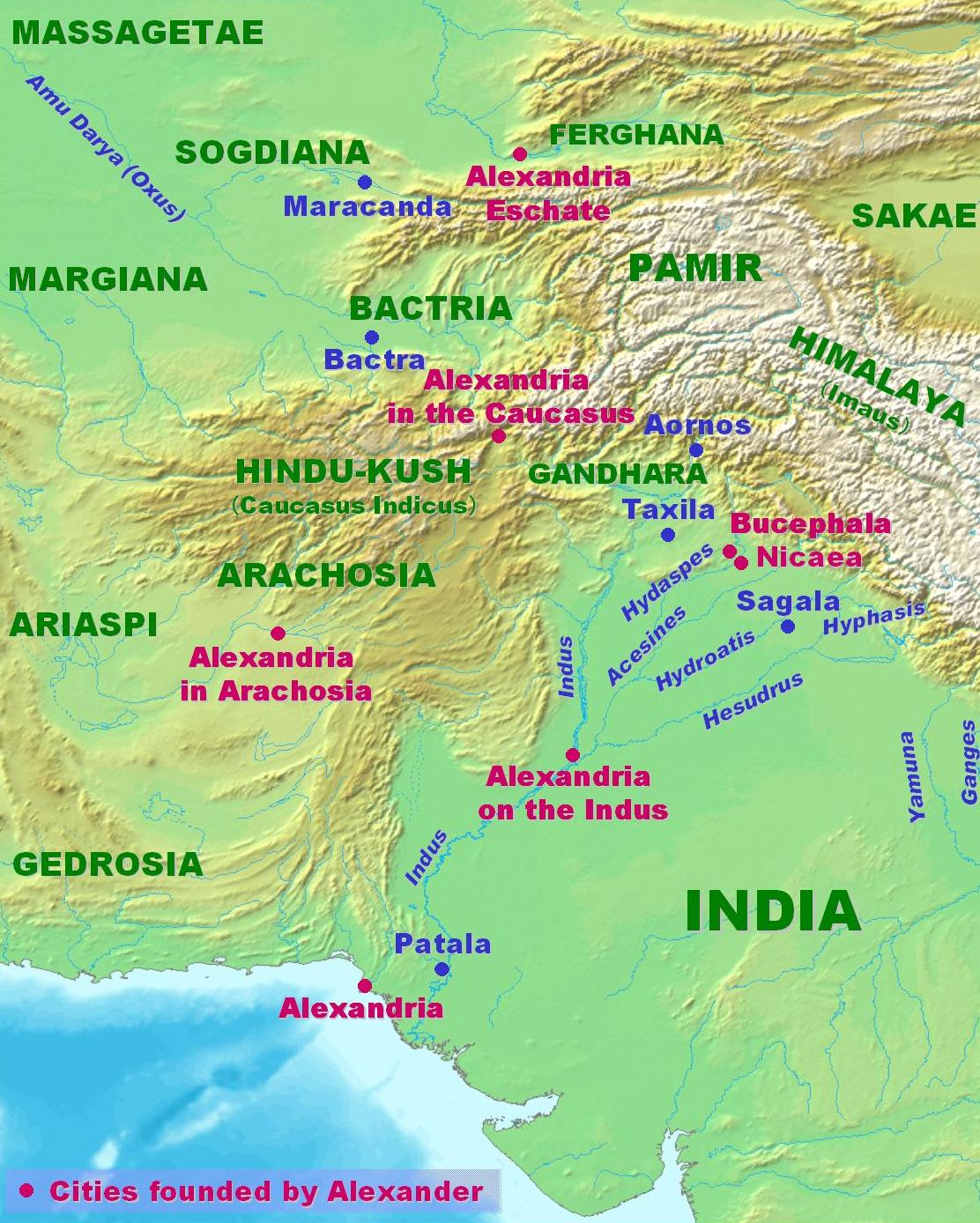
亞歷山卓·布西發拉斯坐落於希達斯皮斯河岸，對岸南側即尼西亞

亞歷山卓·布西發拉斯或布西發拉（Alexandria Bucephalous 或 Alexandria Bucephalus 或 Bucephala 或 Bucephalia），是亞歷山大大帝為了紀念他的愛馬布西發拉斯所建立的城市。
這座城市建於前326年五月，位置可能於希達斯皮斯河岸（今傑赫勒姆河）的傑赫勒姆附近，當前326年希達斯皮斯河戰役之後布西發拉斯於此地死亡，亞歷山大為此建造一座城市，並命令希臘和伊朗的退役老兵居住於內，同時招納當地居民入住。城內設有大型船塢，可能希望此城可以成為當地的商業中心。亞歷山卓·布西發拉斯的對岸附近，就是亞歷山大為了紀念希達斯皮斯河戰役勝利所建的亞歷山卓·尼西亞。兩城為同一時間建造。G.W.B. Huntingford認為亞歷山卓布西發拉斯位在傑赫勒姆西方的山丘邊。
亞歷山卓·布西發拉斯在一世紀的《厄立特里亞海航行記》（Periplus of the Erythraean Sea）被提起，也出現羅馬的《波伊廷格地图》（Peutinger Table）中，厄立特里亞海航行記提到:
|                      | 在巴魯奇內陸居住許多部族，像是阿臘塔人（Arattii）、阿拉霍西亞人、健馱邏人和Poclais人，巴魯奇當地有座城市叫亞歷山卓·布西發拉斯。 |
| ——厄立特里亞海航行記 | |

## 腳注
1. ↑  
  "The History of Alexander the Great",
  Pseudo-Callisthenes, Ernest Alfred Wallis, 1889, p.161
2. 1 2 3 4 5 6  
  "Alexander the Great: his towns", Jona Lendering,
  Livius.org, 2007
3. ↑  厄立特里亞海航行記, Fordham.edu, webpage: Fordham-edu-periplus （页面存档备份，存于）